# Њу Лондон (Мисури)
Њу Лондон (енгл. New London) град је у америчкој савезној држави Мисури.

## Демографија
По попису из 2010. године број становника је 974, што је 27 (-2,7%) становника мање него 2000. године.
| Група             | 2000.       | 2010.       |
| Белци             | 918 (91,7%) | 884 (90,8%) |
| Афроамериканци    | 63 (6,3%)   | 62 (6,4%)   |
| Азијати           | 1 (0,1%)    | 2 (0,2%)    |
| Хиспаноамериканци | 7 (0,7%)    | 8 (0,8%)    |
| Укупно            | 1.001       | 974         |